# بين مورلي
بين مورلي (بالإنجليزية: Ben Morley)‏ (20 ديسمبر 1980 في المملكة المتحدة - ) هو لاعب كرة قدم بريطاني في مركز الدفاع. لعب مع هال سيتي ونادي غاينسبورو ترينيتي وNorth Ferriby United A.F.C. ‏ ونادي تلفورد يونايتد وWinterton Rangers F.C. ‏ ونادي بوسطن يونايتد.

## وصلات خارجية
- بين مورلي على موقع قاعدة بيانات كرة القدم.إي يو (الإنجليزية)
- بين مورلي على موقع Soccerbase.com (لاعب) (الإنجليزية)